# Um Lugar para Viver
Um Lugar para Viver é uma série de comédia, com algum humor negro, composta por 13 episódios. Produzida pela Plano 6, a série, que estreou no dia 24 de setembro de 2009, foi emitida às quintas-feiras às 21h30m na RTP1 até a sua transmissão ter terminado com a exibição do último episódio no dia 17 de dezembro de 2009. Foi reexibida por várias ocasiões na RTP1 e na RTP Memória. 

## Sinopse
Desiludidos com a vida nos arredores de Paris, Gustavo (João Lagarto) e Deolinda (Ana Bustorff) (nos seus 50 anos) e a irmã de Gustavo, Rosário (Carla Andrino) (40 e tais), mãe solteira com uma filha de 18 anos, Marie (Joana Santos), imaginam um Portugal paradisíaco em que possam viver em paz e fugir a alguns problemas da vida em França. Gustavo e Deolinda têm dois filhos: Manuel (Pedro Barroso) (18 anos), que com a prima Marie, frequentava um liceu com problemas de violência e drogas; e Ana (Isabel Figueira) (26), que teve recentemente de voltar para casa dos pais pois o marido Pierre (Philippe Leroux) foi despedido do banco de investimentos que faliu, perdendo igualmente a sua fortuna pessoal na bolsa, o que complica o ambiente no lar e o crescimento do seu filho, Michel, de 7 anos.
Por outro lado, o regresso à pátria vem também satisfazer o desejo dos pais de Gustavo e Rosário, José (Rui Mendes) e Gracinda (Adelaide João), septuagenários, que viviam com o filho em França, desde que este teve condições financeiras para os sustentar, mas que nunca gostaram do país, insistindo durante anos junto dos filhos que regressassem à terra natal.
Depois de tudo vendido e deixado para trás em França, a família chega à aldeia natal numa gigante autocaravana onde trazem a sua casa ambulante, na esperança de mudar para a antiga casa da família na terra. Contudo, encontram a aldeia abandonada, apenas com alguns habitantes idosos e a antiga casa da família completamente em ruínas após um incêndio que lavrou a região. O choque é demasiado para Gracinda que morre de um ataque de coração, proferindo um último desejo: que a família se mantenha unida e prometa que a enterram junto do sítio onde vão viver.
A família fica sem saber o que fazer mas, perante a insistência de José, guardam o corpo de Gracinda na arca frigorífica da autocaravana e, considerando que a aldeia no estado atual não é um sítio promissor para viver, arrancam à procura de um lugar mais aprazível para arranjar casa e enterrar a matriarca.
Seguem num périplo por várias regiões do país, à procura do lugar ideal para viver, mas a conjugação das disfuncionalidades daquela família – aliado ao facto de viajarem com a avó morta – com as particularidades dos locais por onde passam, levam as nossas personagens a adiarem eternamente a sedentarização, num rol alucinante de situações de comédia, enquanto no processo descobrem um Portugal pelo qual sentem um misto de amor e ódio, conforme as circunstâncias.

## Elenco e Personagens

### Principais
- José Pereira (interpretado por Rui Mendes) - Septuagenário rezingão, viveu sempre contrariado em França, saudoso de Portugal, contra os costumes e cultura francesa. Contudo, ao chegar a Portugal após a morte da sua mulher Gracinda começa imediatamente a criticar tudo e todos. O ser do contra está-lhe no sangue e a filha Rosário parece ter herdado um pouco desse mau feitio. No entanto, tem um bom coração, o que no fundo revela que o que precisa é de atenção, pois adora a família. Ele adora cerveja.

- Gustavo Pereira (interpretado por João Lagarto) - 50 anos, neurótico, obsessivo com a organização e disciplina mas absolutamente incapaz de liderar a família louca que tem. É um homem dos sete instrumentos, tendo trabalhado em todas as áreas durante os anos da sua emigração em França: da construção à restauração, chegava a acumular vários empregos para poder sustentar a família e criar as suas poupanças. Entre toda à gente da família é o que aprecia e gosta mais de Portugal. Tem um amigo de infância chamado Fernando que aparece em 2 episódios da série.

- Deolinda Pereira (interpretada por Ana Bustorff) - 50 anos, mulher simples, sempre preocupada com a alimentação e limpezas, não consegue deixar de ser mulher-a-dias mesmo que já não esteja no ramo em que trabalhou toda a sua vida em França. É um pouco apagada e sem opinião, deixando o marido decidir tudo mesmo que não esteja de acordo, mas acabando por tirar dividendos quando as coisas não resultam com a frase "Eu bem dizia!" a que normalmente toda a família (normalmente o Gustavo) responde "Mas tu dizias o quê, mulher?!".

- Rosário Pereira (interpretada por Carla Andrino) - 40 e poucos anos, com mau feitio, ainda vive frustrada pelo namorado a ter deixado quando ficou grávida de Marie. Nunca mais conseguiu ter uma relação com qualquer homem. Parece viver para se zangar com o Manuel devido à sua relação com Marie e aos seus disparates e contrariar o irmão pela má ideia de viajar para Portugal e de ser pessimista com isso (embora no fundo os adore). É invejosa e coscuvilheira. Conservadora, apesar de ter como pedra no sapato a relação fugaz que lhe deu a filha, com a qual é super-protetora, receando que ela possa vir a engravidar nova e solteira. "Não confies nos homens!" está sempre a pregar à filha. Em França trabalhava como enfermeira.

- Marie Pereira (interpretada por Joana Santos) - 18 anos, filha rebelde de Rosário. Sensual, provocadora, tem um fraco pelo primo Manuel. Um pouco por causa da mãe, desconfia muito dos homens mas não deixa de os desejar ou usar para seu belo prazer sem se envolver emocionalmente. É um espírito livre, desinibida e muito independente. É um pouco impaciente e diz sempre o que pensa, sem grandes diplomacias.

- Manuel Pereira (interpretado por Pedro Barroso) - Filho de Gustavo e Deolinda, 18 anos, sonhador, criativo, artista e por vezes, insolente. É um mulherengo mas tem um fraco pela prima Marie. Lê muito, escreve poesia e adora história tal como o seu pai. Tenta várias artes mas sem no entanto revelar muito talento em nenhuma, estando constantemente a mudar de vocação. De pintor a bailarino, vai tentar ser tudo sem nunca ser nada. É um jovem um pouco perdido na vida, mas que se acha detentor da verdade universal, mesmo que esta mude constantemente.

- Ana Pereira Lafayette (interpretada por Isabel Figueira) - 26 anos, filha de Gustavo e Deolinda, casada com Pierre. Foi em tempos modelo mas ao casar com Pierre deixou de trabalhar, dedicando-se às compras. Verdadeira fashion victim, socialite, vaidosa e ostentadora, sofre o maior choque da vida quando o marido anuncia que estão falidos e que, para além de tudo, perderam a casa onde viviam faustosamente. Ana fica furiosa com o marido e não só não suporta o seu atual comportamento suicida como o encoraja.

- Pierre Lafayette (interpretado por Philippe Leroux) - 30 anos, francês, ex-bancário, falido, cronicamente depressivo com episódios suicidas. A crise financeira transformou-o de um yuppie a um pseudo-filósofo existencialista depressivo, vivendo o dia a dia com uma indiferença mórbida que acaba por ser cómica, no género de humor negro. Está constantemente a tentar suicidar-se, mas de forma muito incompetente o que leva a uma certa indiferença dos familiares.

- Michel Lafayette (interpretado por Rodrigo Vallejo) -  7 anos, filho de Ana e Pierre, gordinho, irritante, inoportuno e manipulador. Só pensa em comida e chega mesmo a ignorar a mãe quando esta implica pelo seu peso. Talvez goste mais do pai por isto mesmo.

### Recorrentes
- Augusto e Joaquim (interpretados, respetivamente, por Adriano Carvalho e Miguel Monteiro) - Os antagonistas da série. São dois agentes da polícia na casa dos 40 anos. Começam a desconfiar de que algo de estranho se passa entre a família Pereira a partir do momento em que travam conhecimento com eles. Um dos atos que eles acham mais suspeito é a quantidade de gelo que eles levam para a autocaravana. Por isto mesmo, estes polícias irão seguir esta família desde o primeiro momento.
- Fernando (interpretado por José Pedro Gomes) - Um amigo de infância do Gustavo. Rico, com boa mulher e tem um filho. Quando a família chega a Vila Nova de Cerveira, Gustavo tenta se esconder dele devido à vida não lhe estar a correr bem. Ele é rico, mas no último episódio ("Santarém") é revelado que ficou falido devido a uma falcatrua no banco e por isso junta-se aos Pereira no final do episódio. O seu filho ama a Marie, deixando Manuel com inveja.

### Participações Especiais
1º Episódio
- Adelaide João como Gracinda
- Dânia Neto como Cármen
- Pedro Jervis

2º Episódio
- Afonso Lagarto como Paulo
- Augusto Portela
- Carlos Sebastião
- João Melo
- Márcia Cardoso
- Miguel Melo
- Patrícia Candoso como Marlene
- Sofia de Portugal como Tia de Marlene

3º Episódio
- José Boavida (†)
- Juana Pereira da Silva
- Rodrigo Santos

4º Episódio
- Ana Viriato
- Conceição Morais Mendes
- Cristóvão Campos
- Joana Figueira
- Jorge Oliveira
- Manuel Melo
- Susana Cacela
- Wagner Borges

5º Episódio
- Cristina Cunha
- Rui Madeira
- Rui Unas
- Sónia Araújo

6º Episódio
- José Pedro Gomes como Fernando
- Lenka
- Miguel Rocha

7º Episódio
- Álvaro Faria
- André Patrício
- Joana Anes como Rosário
- Jack Shamblin
- Rui Morrisson
- Sandra B

8º Episódio
- Aldo Lima
- Igor Gandra
- João Ferrador
- Madalena Brandão como Catarina
- Margarida Bento
- Nuno Nunes
- Óscar Branco
- Rui Spranger
- Sílvia Almeida

9º Episódio
- Anabela Moreira
- Francisco Vestia
- Helga Posser
- Patrícia Lucas
- Pedro Frey Ramos
- Raquel Leite Borges
- Sérgio Grilo (†)
- Tiago Aldeia

10º Episódio
- Amélia Videira
- Dinarte Freitas
- Eduardo Sobral
- Heitor Lourenço
- Igor Sampaio
- Olga Diegues
- Sandra Santos

11º Episódio
- Alexandre da Silva
- Filipe Crawford
- Henrique Felix
- Patrícia André
- Marques D'Arede
- Norman MacCullum
- Nuno Correia Pinto
- Sylvian Pek

12º Episódio
- Francisco Nascimento
- Miguel Bogalho
- Paulo Filipe Monteiro
- Raquel Castro
- Sandra Cóias
- Sara Salgado como Joana

13º Episódio
- Carla Salgueiro
- Fernando Tavares Marques como Horácio
- Ricardo Aibéo
- José Pedro Gomes como Fernando
- José Boavida (†)
- Adelaide João como Gracinda

(†) ator(es) falecido(s)

## Banda Sonora
1. "Muda de Vida" - Patricia Antunes (Tema do Genérico)
2. "Estoy em Santa" - Marenostrum
3. "Freylek fun L.A." - Marenostrum
4. "Vôvô Joaquina" - Virgem Suta
5. "A Lei em Vez do Outro" - Virgem Suta
6. "Mar dos Ursos" - Marenostrum
7. "Maria Quase Contraria" - Marenostrum
8. "Corridinho Pastor" - Marenostrum
9. "Não Há Duas Sem Três" - Balla
10. "Muxama" - Marenostrum
11. "Navelgas" - Marenostrum
12. "O Francês" - Marenostrum
13. "Pelo Corgo" - Marenostrum
14. "Rasmalhada" - Marenostrum
15. "Roaz" - Marenostrum
16. "Roaz, Parte II" - Marenostrum
17. "Valsa da Despedida" - Os Tornados

## Lista de Episódios
| # | Título                 | Escritor(es)  | Realizador(es)                        | Transmissão Original   | Espectadores |
| --- | ---------------------- | ------------- | ------------------------------------- | ---------------------- | ------------ |
| 01 | Macedo de Cavaleiros   | Artur Ribeiro | Artur Ribeiro e José Manuel Fernandes | 24 de setembro de 2009 | 709.425      |
| Paris. Gustavo comunica à família que encontrou a solução para todos os problemas dos Pereira (desemprego, falta de dinheiro e de perspetivas): vão regressar a Portugal e instalar-se na casa antiga da família. Como vão eles fazer a viagem de regresso? Numa autocaravana em que Gustavo investiu as suas poupanças e que é o seu orgulho. Mas quando chegam à terra natal encontram um panorama desolador: a aldeia de José e Gracinda está abandonada e a sua velha casa em ruínas. O coração de Gracinda não resiste ao impacto e, momentos antes de morrer, faz a família prometer que se manterá unida e que só a enterrará na cidade em que decidir ficar. É assim que Gustavo, o seu pai, José, a sua mulher, Deolinda, o seu filho Manuel, a sua filha Ana, o seu genro Pierre, o seu neto Michel, a sua irmã Rosário e a sua sobrinha Marie partem à procura de um lugar para viver, levando consigo a matriarca, Gracinda, na arca congeladora da autocaravana. A caminho da primeira cidade onde tentarão a sua sorte são mandados parar por Augusto e Joaquim, dois GNR’s, que verão o seu destino cruzar-se com o da família Pereira em circunstâncias, muitas vezes, hilariantes. Chegado a MACEDO DE CAVALEIROS, Gustavo tenta, a todo o custo, encontrar trabalho, mas sem sucesso. |                        |               |                                       |                        |              |
| 02 | Mirandela              | Artur Ribeiro | Artur Ribeiro e José Manuel Fernandes | 1 de outubro de 2009   | 558.081      |
| Chegados a MIRANDELA, os Pereira decidem instalar-se no Parque de Campismo da cidade. Enquanto os restantes elementos da família partem em busca de trabalho e de um cadeado para a arca congeladora, José fica a “cuidar” de Gracinda, de forma a garantir que o “segredo da arca” não é descoberto por mais ninguém. Mas Marlene, uma jovem hippie que vive no parque com os tios, ouve a conversa dos Pereira e, convencida de que o que escondem é uma fortuna, aproxima-se de José, acabando por convencê-lo a casar-se com ela de forma a ficar com o que está guardado na arca. Entretanto, na cidade, Ana conhece um suposto fotógrafo amador – Paulo - que se propõe a ajudá-la a recuperar a sua carreira de modelo. Durante a sessão fotográfica, Pierre aparece e, vendo a sua amada esposa em tamanha intimidade com um estranho, tenta, novamente, suicidar-se, desta feita, atirando-se da famosa ponte romana de Mirandela. Gustavo, por sua vez, convence Xavier, o dono de um restaurante local, a deixá-lo e à sua família trabalhar no dia de descanso semanal. Tudo parece correr de feição até aparecer um Inspetor da Asae que deteta várias irregularidades acidentais no trabalho dos Pereira, acabando por encerrar o restaurante. Sentindo-se injustiçado, Gustavo perde as estribeiras com o Inspetor, tornando a situação ainda pior. Com receio da polícia e da reação de Xavier, Gustavo decide que o melhor é partirem de Mirandela. |                        |               |                                       |                        |              |
| 03 | Alfandega da Fé        | Artur Ribeiro | Artur Ribeiro e José Manuel Fernandes | 8 de outubro de 2009   | 813.474      |
| Gustavo anuncia à família que vão trabalhar num Hotel & SPA, durante o Verão, em ALFÂNDEGA DA FÉ, propriedade de um velho amigo seu, Bernardino. Enquanto esperam pelo “novo patrão”, Manuel e Marie conversam sobre o facto de terem a avó na arca congeladora, numa esplanada, onde também está Elizabete que parece ouvir toda a conversa. Coincidência das coincidências, Elizabete é filha de Bernardino, e é surda, e revela aos primos que, por conseguir ler nos lábios, já sabe da história da avó. É assim que começa um jogo de chantagem de Elizabete que diz que ou Manuel namora com ela ou ela revela toda a verdade ao pai e à polícia. Perspicaz, Marie, monta um estratagema para Elizabete “ler” uma conversa sua e de Manuel em que o primo faz-se passar por homossexual de forma a evitar os avanços de Elizabete. Furiosa, Elizabete passa a informação a Bernardino que, entretanto, está a braços com a insatisfação dos seus primeiros clientes devido à total incompetência dos Pereira nas diversas funções que lhes foram atribuídas no hotel. Entre quartos trocados e roupas estragadas, os clientes abandonam o SPA um a um, obrigando Bernardino a tomar uma atitude. Os Pereira, mais uma vez, vêm-se obrigados a partir à procura de um outro lugar para viver. Não sem antes, pararem numa bomba de gasolina e serem, novamente, interpelados por Augusto e Joaquim que suspeitam fortemente que aquela família tem algo a esconder. |                        |               |                                       |                        |              |
| 04 | Paços de Ferreira      | Artur Ribeiro | Artur Ribeiro e José Manuel Fernandes | 15 de outubro de 2009  | 576.999      |
| Em PAÇOS DE FERREIRA, os Pereira decidem estacionar a caravana numa zona de mato e partir para a cidade, novamente, em busca de trabalho, enquanto José continua a sua tarefa de “tomar conta” de Gracinda. A princípio, tudo parece correr de feição: Gustavo arranja posto numa fábrica de madeiras, Deolinda como empregada numa casa de gente fina, Ana como empregada de balcão numa loja de móveis, Rosário é demasiado qualificada para atender numa parafarmácia, mas oferece uma muito contrariada Marie para o lugar e até Pierre parece ter hipóteses como professor de francês num Instituto de Línguas. Claro está que pouco dura “esta onda de sucesso” e Gustavo, Deolinda e Ana acabam despedidos e Pierre a fugir da tarada da diretora do Instituto de Línguas que, afinal, não procurava um professor, mas sim um amante. Como se não bastasse, quando regressam à caravana para partilharem cada um dos seus infortúnios, os elementos da família vão sendo confrontados com uma outra circunstância: José está refém de dois presidiários fugitivos que vão sequestrando cada pessoa da família que chega, na esperança de, quando todos estiverem reunidos, conseguirem escapar da polícia escondidos na autocaravana. Só que Manuel nunca mais chega… está a braços com uma trapalhada em que se meteu com Jonas, o empregado de um Cybercafé, que culmina com a chegada da Polícia Judiciária. A única forma de se ver livre das acusações é provando que não vive em Portugal há muito tempo e lá consegue levar os Inspetores até ao local onde a caravana está estacionada e onde os presidiários mantêm a família como refém. |                        |               |                                       |                        |              |
| 05 | Vila Nova de Famalicão | Artur Ribeiro | Artur Ribeiro e José Manuel Fernandes | 22 de outubro de 2009  | 576.999      |
| As peripécias começam com a visita da família à Casa Museu de Camilo Castelo Branco. Pierre tenta suicidar-se com uma réplica do revólver que o escritor usou com a mesma finalidade, e Manuel e Marie são expulsos por serem apanhados na cama do quarto de Camilo e Ana Plácido. À custa disso, à chegada a FAMALICÃO, os dois primos são postos de castigo e obrigados a ficar na caravana com José, enquanto a restante família parte em busca de sustento. Insatisfeitos com a decisão dos pais, os primos sedam José com os comprimidos para dormir do depressivo Pierre e fogem, decididos a seguirem caminho sozinhos. Acabam a trabalhar na quinta de Margarida e António que, inicialmente, parecem muito cordiais, mas que acabam por despertar a desconfiança de Manuel que acredita serem ladrões que mantêm os verdadeiros donos da quinta reféns ou que chegaram mesmo a assassiná-los. A paranoia de Manuel vai ao ponto de convencer Marie e acabar a chamar a polícia. Quem chega para “salvá-los” e tomar conta da ocorrência é Joaquim e Augusto que depressa percebem o enorme delírio que Manuel construiu e que levam os primos, de novo, ao encontro da família que, escusado será dizer, entretanto, já inviabilizou qualquer hipótese de ficar a viver em Famalicão. A viagem continua. |                        |               |                                       |                        |              |
| 06 | Vila Nova de Cerveira  | Artur Ribeiro | Artur Ribeiro e José Manuel Fernandes | 29 de outubro de 2009  | 548.622      |
| Chegados a VILA NOVA DE CERVEIRA e sem dinheiro para pagar alojamento, Gustavo decide estacionar a caravana ao lado de um hotel para a família, pelo menos, poder usufruir de alguns dos seus serviços. Reconhecidos como intrusos, Ana, Pierre, Manuel, Marie e Michel são expulsos da piscina do hotel enquanto, na vila, Gustavo tenta escapar-se sem sucesso ao encontro com Fernando, um velho amigo de juventude com quem sempre manteve uma atitude de competição, que o convida e à família para almoçar. Fernando é dono de uma rentável rede de clubes de strip ali ao lado em Espanha e faz questão de ostentá-lo perante um muito acossado Gustavo que mente, descaradamente, sobre a sua situação atual e sobre o seu passado em França. Durante o almoço, Vasco, filho de Fernando, tenta seduzir Marie, acabando por levá-la num passeio que termina com Marie a desafiar as bailarinas de um dos clubes Éden e a mostrar os seus dotes no varão para grande choque dos restantes Pereira que, entretanto, chegam ao local. Desesperado por se ver livre de Fernando, Gustavo decide abandonar Cerveira, mas será que essa fuga garantirá que o destino dos Pereira não se voltará a cruzar com o de Fernando? |                        |               |                                       |                        |              |
| 07 | Caminha                | Artur Ribeiro | Artur Ribeiro e José Manuel Fernandes | 5 de novembro de 2009  | 482.409 (†)  |
| Joaquim e Augusto, convictos de que algo de errado envolve a família Pereira, observam a caravana. Ao verem Pierre sair com um balde pensam autuá-lo por despejar detritos na via pública, mas logo se detêm ao assistirem a mais uma das tentativas de suicídio frustradas do francês. Como consequência, obrigam a família a prometer levá-lo ao psiquiatra a CAMINHA. Enquanto Pierre é consultado por um especialista, Rosário tenta perceber quais as hipóteses de conseguir um emprego como enfermeira no Centro de Saúde, acabando por conhecer Vitorino, o Diretor Clínico, que tentará, insistentemente, seduzi-la. Paralelamente, a família encontra trabalho como figurante na famosa Feira Medieval da vila e Marie e Manuel conhecem Peter, um jovem holandês que lhes dá a receita de space cakes, que Deolinda promete fazer como sobremesa do jantar. O que ela não sabe é que os bolos são feitos de cannabis e que Gustavo convidou Joaquim e Augusto, os GNR’S, para os provar… como de costume, a família tem de seguir caminho a fim de evitar problemas mais sérios do que não ter um lugar. |                        |               |                                       |                        |              |
| 08 | Aveiro                 | Artur Ribeiro | Artur Ribeiro e José Manuel Fernandes | 12 de novembro de 2009 | 595.917      |
| Deolinda e Gustavo discutem se, afinal, o regresso a Portugal terá sido assim tão boa ideia, quando algo embate na dianteira da caravana, obrigando Gustavo a parar. O pânico entre a família instala-se quando percebem que atropelaram Baltasar, o cão tetra campeão do Concurso Canino de AVEIRO. Gustavo decide enterrar o cão e ir procurar trabalho na cidade como se nada tivesse acontecido. Enquanto Gustavo distribui os costumeiros anúncios de emprego pela família, Catarina e Luís, os donos de Baltasar, distribuem panfletos com a fotografia do cão e pedido de informações sobre o seu paradeiro. Manuel ao ver Catarina “apaixona-se” e acaba por lhe ligar dizendo que viu Baltasar e marcando um encontro. Entretanto, Deolinda arranja trabalho num café e Gustavo nos moliceiros da ria. Mas aos dois a experiência corre mal: Gustavo é despedido por enjoar e vomitar borda fora e Deolinda tem que fugir de Alves, o “atiradiço” dono do café. Quando chega à caravana e conta a Gustavo, que se encontra algo alcoolizado e deprimido, sobre os avanços de Alves, ele decide ir confrontar o “safado”. Chegado ao café, Gustavo dá de caras com Manuel e Catarina e acaba por, sem saber a identidade da rapariga, se denunciar enquanto autor da morte do seu querido cão. Como punição pelo crime, Luís obriga a família Pereira a prometer que nunca mais voltará à cidade Aveiro. |                        |               |                                       |                        |              |
| 09 | Nazaré                 | Artur Ribeiro | Artur Ribeiro e José Manuel Fernandes | 19 de novembro de 2009 | 652.671      |
| A família Pereira chega à NAZARÉ, onde Manuel arranja emprego numa das esplanadas da praia e Gustavo e Pierre no Porto de Pesca. Ana, Rosário, Michel e Ana aproveitam para passear pela cidade e Marie confronta Rosário sobre a verdadeira história do seu pai, assunto a que mãe se recusa a responder. Marie, magoada, vai ter com Manuel à esplanada onde reencontra Marisa, uma amiga de Paris, atualmente também a viver em Portugal. Desse encontro sai um plano para “apanhar” o suposto namorado traidor de Marisa e, mais uma vez, os primos vão ver-se envolvidos numa grande confusão. Depois da má experiência em Aveiro, Gustavo volta a revelar fraco estômago para os trabalhos do mar e é despedido logo no primeiro dia pelo pescador que o contratou. Só Pierre parece dar-se bem no novo trabalho. Quem não gosta nada disso é Ana que, pura e simplesmente, não suporta o cheiro do peixe nas roupas do marido. De orgulho ferido por ser humilhado face ao genro, Gustavo decide tentar uma segunda oportunidade no porto no dia seguinte, mas acaba à pancada com Pierre e a fugir do pescador, depois de o atirar à água, e respetiva mulher. Na habitual paragem na bomba de gasolina para atestar a caravana, Rosário acaba por contar toda a história do pai a Marie. Será que ele anda assim tão longe? |                        |               |                                       |                        |              |
| 10 | Óbidos                 | Artur Ribeiro | Artur Ribeiro e José Manuel Fernandes | 26 de novembro de 2009 | 718.884      |
| A chegada da família Pereira a ÓBIDOS é marcada pela avaria da autocaravana. Preocupado com as economias da família, Gustavo tenta convencer o dono da oficina, Guilherme, a arranjá-la no mais curto espaço de tempo possível, mas não tem outra opção se não instalar toda a família num hotel. Todos menos Manuel, que fica com a missão de passar o dia e a noite na caravana, na oficina, de forma a assegurar que ninguém descobre o corpo da avó Gracinda. Assim, enquanto Manuel passa o dia escondido na caravana, o resto da família ocupa-se das mais variadas formas. Pierre fica encarregue de fazer uma avaliação das finanças da família e passa a racionar o dinheiro até dos sacos de gelo com que conservam a avó. Ana e Rosário vão a uma vidente, por insistência de Ana, para saber o que o futuro lhe reserva, mas acabam “corridas” de lá devido à notória relutância de Rosário em acreditar nos “poderes do oculto”. Marie e Michel aproveitam a piscina do hotel, onde Marie é interpelada por Lino, um agente de modelos, que tenta convencê-la a trabalhar com ele, mas sem sucesso. Gustavo e Deolinda tiram, finalmente, um tempo para eles. E tudo parece correr tranquilamente até Ana voltar, sozinha, à vidente e depreender da conversa dela que algo aconteceu a Manuel. Desesperada, vai até à oficina e acaba por desmascarar o irmão que tentava esconder-se de Guilherme e Natália, sua amante, que tinham decidido experimentar ”as maravilhas” da caravana dos Pereira. |                        |               |                                       |                        |              |
| 11 | Torres Vedras          | Artur Ribeiro | Artur Ribeiro e José Manuel Fernandes | 3 de dezembro de 2009  | 567.540      |
| As dificuldades financeiras da família levam Manuel a entusiasmar-se com a possibilidade de encontrar “O tesouro perdido de Napoleão” no castelo de TORRES VEDRAS. Marie embarca com o primo nessa aventura, enquanto Ana e Pierre arranjam emprego numa livraria “esotérica” - ela enquanto empregada de balcão, ele como contabilista. Já Gustavo fica satisfeito como nunca por recuperar a sua veia perdida de tocador de ferrinhos e ingressar num rancho folclórico. Mesmo contra todos os “avisos” de Deolinda… Mas todas estas novas “ocupações” da família trazem o seu “senão”: Pierre tenta ajudar Amanda, a dona da loja, encobrindo as falcatruas que o seu ex-marido fez na contabilidade e acaba confrontado por Inspetores das Finanças, e Gustavo entusiasma-se a tal ponto com o jogo do pau no rancho que acaba por partir a cabeça a Renato. É na clínica, enquanto espera por notícias do presidente do rancho, que Gustavo e Deolinda encontram Rosário, no fim do seu primeiro e, mal sabe ela, último dia de trabalho. Isto porque, com a sede de encontrar o tesouro, Manuel e Marie se escondem no castelo depois do seu encerramento, imbuídos do espírito de toda uma teoria da conspiração contra franceses e ingleses, e terminam a fugir a sete pés do Guarda do castelo, obrigando toda a família a voltar à estrada. |                        |               |                                       |                        |              |
| 12 | Mafra                  | Artur Ribeiro | Artur Ribeiro e José Manuel Fernandes | 10 de dezembro de 2009 | 624.294      |
| O dia começa conturbado para Deolinda que encontra uma bebé, por coincidência (ou não…) chamada Gracinda, abandonada à porta da caravana. As opiniões dividem-se: deve a família Pereira tomar conta da criança ou entregá-la às autoridades? Uma coisa é ponto assente, com o pouco dinheiro que têm, não a vão poder ajudar em grande coisa. Gustavo e Ana vão, então, à cidade mais próxima com dois objetivos: comprar roupas novas para a bebé e pedir um empréstimo bancário. Mas o que lhes “cai do céu” é o dinheiro roubado de um banco ao esbarrarem com os assaltantes em plena rua. É com a pequena Gracinda e esse dinheiro que os Pereira chegam a MAFRA. Aqui, Manuel passará por alguns obstáculos para poder ver os livros da famosa biblioteca do Convento e Ana passará por um dos momentos mais inesperados da sua vida ao ser seduzida por outra mulher. Mas nada disso se comparará à fuga que Manuel e Gustavo terão de encetar quando Gustavo é reconhecido pelos ladrões a quem ficou com parte do dinheiro. Quando, finalmente, pai e filho conseguem chegar à caravana, alguém se aproxima. Pensam serem os ladrões, mas é Graça, a arrependida mãe da bebé Gracinda que vem tentar recuperá-la. Serão Deolinda e José capazes de se despedir da bebé que acreditam ser a reencarnação da falecida matriarca da família? |                        |               |                                       |                        |              |
| 13 | Santarém               | Artur Ribeiro | Artur Ribeiro e José Manuel Fernandes | 17 de dezembro de 2009 | 926.982 (‡)  |
| Em SANTARÉM, Gustavo tem a melhor notícia da sua vida. Quando se julga completamente falido e vai ao banco em busca de um empréstimo, descobre que um investimento feito nos anos oitenta lhe rendeu um bom dinheiro. Momento de euforia! Os Pereira encontram uma casa para comprar, com quintal e tudo, para enterrar a avó. Aparentemente, já nada pode correr mal… até chegarem ao estacionamento onde, supostamente, deixaram a caravana e perceberem que ela foi roubada! Gustavo chama de imediato a polícia e, para espanto da família, são destacados para tomar conta da situação, Augusto e Joaquim, atualmente a trabalhar na zona do Ribatejo. Aliás, ao longo deste episódio, os Pereira encontram algumas das pessoas com que se cruzaram ao longo da sua longa jornada. Manuel e Marie encontram os tios hippies de Marlene transformados em pessoas da “alta sociedade” e descobrem que Elizabete além de surda, também passou a sofrer de cegueira… Rosário encontra Vitorino acidentalmente e quando vislumbra a hipótese de uma segunda oportunidade entre eles, descobre que ele é recém-casado… Gustavo, por sua vez, vê o seu “maior pesadelo” tornar-se realidade: tem Fernando de volta à sua vida, pior, ele já sabe de toda a verdade e ainda traz a péssima notícia de que o banco de Gustavo acaba de falir. Só que no meio de tudo isto há um pormenor, Fernando também está falido e decidido a seguir viagem com a família Pereira. Lá entram eles, de novo, na caravana que é encontrada, entretanto, de forma pouco usual… Qual será a próxima paragem?                                                                 |                        |               |                                       |                        |              |

- (‡) Episódio Mais Visto da Temporada
- (†) Episódio Menos Visto da Temporada

## Ligações Externas
- Site Oficial da RTP1
- Site Oficial da Plano 6
- Um Lugar para Viver. no IMDb.